# Фёдоров, Евгений Борисович (прозаик)
Евгений Борисович Фёдоров (14 сентября 1929, Иваново — 7 мая 2017, Москва) — российский писатель, прозаик, экскурсовод и инженер.

## Биография
В 1947 году окончил московскую школу № 636, участник молодёжного антисталинского кружка, в 1949 году, студентом первого курса филологического факультета МГУ, был арестован, получил восемь лет лагеря общего режима по политической статье, отбывал срок в Каргопольлаге, в 1954 году реабилитирован. В 1959 году окончил исторический факультет МГУ (искусствоведческое отделение). Работал экскурсоводом в Третьяковской галерее. С 1962 года специалист по автоматизированным поисковым системам, защитил диссертацию; работал в основном в «Информэлектро».

## Творчество
Начал писать в юности, первая публикация в журнале «Нева» («Жареный петух», 1990), признана лучшей литературной публикацией года. Автор лагерной прозы нравственно-философского характера, создатель формы романа-симпозиума. Публиковался в самиздате, в 1990-х годах и начале XXI века в журналах «Новый мир», «Звезда», «Континент». Автор нескольких книг. Лауреат парижской литературной премии им. Даля. Финалист российской Букеровской премии 1995 года.
Позднее творчество вызвало дискуссию критиков, автора обвиняли в реабилитации сталинизма и антисемитизме.
Похоронен на Востряковском кладбище.

## Сочинения
- Витька и Саша, год 1947 (старое название — «Двенадцать») // Нева. 1990. № 9. С.5-25.
- Утопия, год 1949 // Нева. 1990. № 9. С.25-64.
- Облако в штанах, год 1949 // Нева. 1990. № 9. С.64-89.
- Явление нового героя, Женьки Васяева, год 1949 (старое название — «Илиада Жени Васяева») // Звезда. 1994. № 4. С.6-57.
- Жареный петух. М.: «Carte Blanche», 1992
- Умерла насякомая. Смена вех: год 1950// Континент. 1996(№ 3). № 89. С.16-122; Континент. 1997(№ 1). № 91. С.69.
- Триумф Женьки Васяева, год 1949// Континент. 1997 (№ 1). № 91. С.16-34.
- Витька и Саша, год 1949// Там же. С.38-47.
- Роковая женщина// Там же. С. 47-64.
- Крах Женьки Васяева, год 1950 (старое название «Каргопольлаг, год 1950)// Там же. С. 64-65, а также: Новый мир. 1994. № 5. С. 6-66.
- О Кузьме, о Лепине и завещании Сталина и не только
- Одиссея, год 1952// Континент. 1997 (№ 1). № 91. С. 66-69; а также: Новый мир. 1994. № 5. С. 66-99.
- Бунт, год 1954// Континент. 1997(№ 1). № 91.С.69-133.
- Бунт. — М.: Изд. Фирма — Soba», 1998 — в 2-х тт.; т.1. — 301 С., т. 2. — 335 С.
- Проклятие. М., «Практика», 2003. 475 с.
- Поэма о первой любви. Исповедь бывшего диссидента // Континент. 2003. № 3 (117); альтернативная версия — День и ночь (Красноярск). 2003. № 6-7.
- Поэма о первой любви. М.: Казаров, 2015.